# Chang Yuan
Dans ce nom chinois, le nom de famille, Chang, précède le nom personnel.
Chang Yuan (chinois : 常园), née le 24 juin 1997 à Shijiazhuang, est une boxeuse chinoise amateure. En 2024, elle remporte la médaille d'or lors des jeux olympiques de Paris dans la catégorie des -54 kg.

## Biographie
Chang remporte une médaille d'or Jeux olympiques de la jeunesse de 2014 dans la catégorie des -51 kg. Quatre ans plus tard, elle remporte la médaille d’or aux Jeux asiatiques de 2018 de Jakarta en poids mouches.
Chang remporte un quota olympique lors du tournoi de qualification Asie-Pacique pour participer aux Jeux olympiques de 2020. Lors de son tournoi en poids mouches, elle remporte son huitième de finale face à l'Anglaise Charley Davison mais s'incline en quarts contre la Bulgare Stoyka Krasteva, future championne olympique.
Lors des Jeux asiatiques de 2022, elle choisit la catégorie nouvellement introduite des poids coqs (de 50 kg à 54 kg) ; elle s'incline en finale face à la Nord-Coréenne Pang Chol-mi, sa place lui permettant d'être qualifiée pour ses deuxièmes jeux. Aux Jeux olympiques de 2024, elle devient championne olympique dans sa catégorie poids coqs où elle prend sa revanche en demi-finale face à Pang Chol-mi et où elle remporte sa finale à l'unanimité face à la Turque Hatice Akbaş.

## Palmarès

### Jeux olympiques
- Médaille d'or en -54 kg aux Jeux olympiques en 2024 à Paris, France

### Jeux asiatiques
- Médaille d'or en -51 kg aux jeux asiatiques en 2018 à Jakarta, Indonésie
- Médaille d'argent en -54 kg aux jeux asiatiques en 2022 à Hangzhou, Chine

## Référence
1. ↑  La Chinoise Chang Yuan remporte la première médaille d'or olympique chinoise en boxe féminine
2. ↑  Finale Chang - Akbaş